# ソー・ファー、ソー・グッド…ソー・ホワット!
『ソー・ファー、ソー・グッド…ソー・ホワット!』（So Far, So Good... So What!）は、メガデスが1988年に発表した3作目のアルバム。

## 解説
クリス・ポーランドとガル・サミュエルソンが解雇された後、メガデスはジェイ・レイノルズとチャック・ビーラーを新メンバーとして迎え入れるが、リーダーのデイヴ・ムステインはレイノルズの演奏に満足できず、まずはムステイン、ビーラー、デイヴィッド・エレフソンの3人でレコーディングが開始された。そして、レコーディング中にジェフ・ヤングが加入する。プロデュースはムステインとポール・レイニの共同で行われたが、ミキシングの段階でムステインはレイニと対立したため、最終的なミキシングはマイケル・ワグナーが担当した。
「セット・ザ・ワールド・アファイア」は、ムステインがメタリカを脱退してから間もない頃に書かれた曲で、当初は「メガデス」という仮タイトルが付いていた。「アナーキー・イン・ザ・U.K.」はセックス・ピストルズのカヴァーで、セックス・ピストルズの元メンバーであるスティーヴ・ジョーンズがゲスト参加した。「イン・マイ・ダーケスト・アワー」は、ムステインの旧友クリフ・バートンの死を悼んで書かれた曲。
本作は本国アメリカのBillboard 200では28位に達し、バンドにとって初の全米トップ40入りを果たした。イギリスでも初のチャート・インを果たして18位に達した。イギリスでは更に、「アナーキー・イン・ザ・U.K.」（全英45位）、「メリー・ジェーン」（同46位）といったヒット・シングルも生まれた。

### 2004年リマスター盤
デイヴ・ムステイン自身のプロデュースによる2004年のリマスター盤は、ポール・レイニによってミキシングされた初期ヴァージョン4曲をボーナス・トラックとして追加収録した内容。オリジナル盤収録の8曲に関しては、ムステインのリミックスにより音質が向上しており、ジェイソン・バーチマイアーはallmusic.comにおいて「メガデスが2004年に発売した再発盤は、オリジナルよりも大幅に改善されているが、特に本作は徹底的な改善がなされている」と評した。

## 収録曲
1.はインストゥルメンタル。
1. イントゥ・ザ・ラングス・オブ・ヘル - Into the Lungs of Hell - 3:22
  - 作曲：デイヴ・ムステイン
2. セット・ザ・ワールド・アファイア - Set the World Afire - 5:48
  - 作詞・作曲：デイヴ・ムステイン
3. アナーキー・イン・ザ・U.K. - Anarchy in the U.K. - 3:01
  - 作詞・作曲：グレン・マトロック、ジョニー・ロットン、ポール・クック、スティーヴ・ジョーンズ
4. メリー・ジェーン - Mary Jane - 4:24
  - 作詞：デイヴ・ムステイン/デイヴィッド・エレフソン、作曲：デイヴ・ムステイン
5. 502 - 502 - 3:29
  - 作詞・作曲：デイヴ・ムステイン
6. イン・マイ・ダーケスト・アワー - In My Darkest Hour - 6:26
  - 作詞：デイヴ・ムステイン/デイヴィッド・エレフソン、作曲：デイヴ・ムステイン
7. ライアー - Liar - 3:20
  - 作詞：デイヴ・ムステイン、作曲：デイヴ・ムステイン/デイヴィッド・エレフソン
8. フック・イン・マウス - Hook in Mouth - 4:40
  - 作詞：デイヴ・ムステイン、作曲：デイヴ・ムステイン/デイヴィッド・エレフソン

### 2004年リマスター盤ボーナス・トラック
1. イントゥ・ザ・ラングス・オブ・ヘル (ポール・レイニ・ミックス) - Into the Lungs of Hell (Paul Lani mix) - 3:31
  - 作曲：デイヴ・ムステイン
2. セット・ザ・ワールド・アファイア (ポール・レイニ・ミックス) - Set the World Afire (Paul Lani mix) - 5:51
  - 作詞・作曲：デイヴ・ムステイン
3. メリー・ジェーン (ポール・レイニ・ミックス) - Mary Jane (Paul Lani mix) - 4:06
  - 作詞：デイヴ・ムステイン/デイヴィッド・エレフソン、作曲：デイヴ・ムステイン
4. イン・マイ・ダーケスト・アワー (ポール・レイニ・ミックス) - In My Darkest Hour (Paul Lani mix) - 6:11
  - 作詞：デイヴ・ムステイン/デイヴィッド・エレフソン、作曲：デイヴ・ムステイン

## 参加ミュージシャン
- デイヴ・ムステイン - ボーカル、ギター
- ジェフ・ヤング - ギター
- デイヴィッド・エレフソン - ベース
- チャック・ビーラー - ドラムス

ゲスト・ミュージシャン
- スティーヴ・ジョーンズ - ギター(on 3.)